# Llista de topònims de Santa Susanna
Llista de topònims (noms propis de lloc) del municipi de Santa Susanna, al Maresme
Informació actualitzada per un bot. Els canvis manuals es perdran quan s'actualitzi!

## entitat singular de població
| imatge | Nom                                | Ubicat a      | instància de                                                                   | Detalls  | coordenades                                                                | Protecció | Commons (més fotos) | Dades a WD                    |
| ------ | ---------------------------------- | ------------- | ------------------------------------------------------------------------------ | -------- | -------------------------------------------------------------------------- | --------- | ------------------- | ----------------------------- |
|        | Can Torrent-Alta Maresma-Can Gelat | Santa Susanna | entitat singular de població                                                   | 1219 hab | 41° 38′ 29″ N, 2° 42′ 32″ E / 41.64137966°N,2.70886558°E 60 33 msnm        |           |                     | Modifica les dades a Wikidata |
|        | Riera, la                          | Santa Susanna | entitat singular de població                                                   | 80 hab   | 41° 38′ 36″ N, 2° 42′ 08″ E / 41.64340729°N,2.70218003°E 21 msnm           |           |                     | Modifica les dades a Wikidata |
|        | Santa Susanna                      | Santa Susanna | entitat singular de població capital municipal ens local històric de Catalunya | 755 hab  | 41° 38′ 00″ N, 2° 43′ 00″ E / 41.63333°N,2.71667°E 13 msnm                 |           |                     | Modifica les dades a Wikidata |
|        | Zona Hotelera                      | Santa Susanna | entitat singular de població                                                   | 411 hab  | 41° 38′ 02″ N, 2° 43′ 18″ E / 41.633888888889°N,2.72175°E 4 msnm           |           |                     | Modifica les dades a Wikidata |
|        | el Pla                             | Santa Susanna | entitat singular de població                                                   | 118 hab  | 41° 38′ 06″ N, 2° 43′ 05″ E / 41.635001°N,2.71804°E 4 msnm                 |           |                     | Modifica les dades a Wikidata |
|        | la Muntanya                        | Santa Susanna | entitat singular de població                                                   | 342 hab  | 41° 39′ 04″ N, 2° 42′ 43″ E / 41.651222222222°N,2.7119166666667°E 188 msnm |           |                     | Modifica les dades a Wikidata |
|        | la Vall-Can Ratés                  | Santa Susanna | entitat singular de població                                                   | 1074 hab | 41° 38′ 44″ N, 2° 42′ 29″ E / 41.64567432°N,2.70816187°E 95 msnm           |           |                     | Modifica les dades a Wikidata |

## església
| imatge | Nom                                    | Ubicat a      | instància de     | Detalls                                  | coordenades                                                                             | Protecció                                  | Commons (més fotos)                  | Dades a WD                    |
| ------ | -------------------------------------- | ------------- | ---------------- | ---------------------------------------- | --------------------------------------------------------------------------------------- | ------------------------------------------ | ------------------------------------ | ----------------------------- |
|        | Mare de Déu de Gràcia de Santa Susanna | Santa Susanna | església         | Estil: arquitectura popular              | 41° 38′ 02″ N, 2° 41′ 53″ E / 41.633918°N,2.698031°E                                    | bé integrant del patrimoni cultural català |                                      | Modifica les dades a Wikidata |
|        | Sant Crist de Balasc                   | Santa Susanna | església         | Estil: arquitectura popular 19th century | 41° 37′ 55″ N, 2° 42′ 10″ E / 41.631814°N,2.702651°E ca:Camí del Mig o Carretera Vella  |                                            | Sant Crist de Balasc                 | Modifica les dades a Wikidata |
|        | Sant Isidre                            | Santa Susanna | església capella | 1995                                     | 41° 39′ 11″ N, 2° 41′ 24″ E / 41.6529479242508°N,2.69003008732408°E ca:Plaça de Lillota |                                            |                                      | Modifica les dades a Wikidata |
|        | capella de Santa Susanna               | Santa Susanna | església         | Estil: arquitectura popular 12nd century | 41° 38′ 17″ N, 2° 42′ 33″ E / 41.638153°N,2.709154°E ca:Carrer Canigó                   | bé cultural d'interès nacional             | Capella de Santa Susanna             | Modifica les dades a Wikidata |
|        | església parroquial de Santa Susanna   | Santa Susanna | església         | Arquitecte: Isidre Puig i Boada 1945     | 41° 38′ 08″ N, 2° 42′ 28″ E / 41.635539°N,2.707692°E ca:Carrer Doctor Montagut          | bé cultural d'interès local                | Església parroquial de Santa Susanna | Modifica les dades a Wikidata |

## masia
| imatge | Nom                               | Ubicat a      | instància de | Detalls                                  | coordenades                                                                                              | Protecció                                  | Commons (més fotos)                | Dades a WD                    |
| ------ | --------------------------------- | ------------- | ------------ | ---------------------------------------- | --- | ------------------------------------------ | ---------------------------------- | ----------------------------- |
|        | Ca l'Índio                        | Santa Susanna | masia        |                                          | 41° 37′ 53″ N, 2° 42′ 08″ E / 41.6313175239299°N,2.70211537306979°E                                      |                                            |                                    | Modifica les dades a Wikidata |
|        | Ca la Sofia                       | Santa Susanna | masia        |                                          | 41° 38′ 15″ N, 2° 43′ 14″ E / 41.6374256616303°N,2.72054168386618°E                                      |                                            |                                    | Modifica les dades a Wikidata |
|        | Cal Bisbe                         | Santa Susanna | masia        |                                          | 41° 37′ 43″ N, 2° 42′ 01″ E / 41.6285656696968°N,2.70032726939493°E                                      |                                            |                                    | Modifica les dades a Wikidata |
|        | Cal Capità                        | Santa Susanna | masia        | 19th century                             | 41° 39′ 05″ N, 2° 41′ 36″ E / 41.6512725539983°N,2.69337672050204°E ca:El Veïnat                         |                                            |                                    | Modifica les dades a Wikidata |
|        | Cal Frare                         | Santa Susanna | masia        |                                          | 41° 37′ 44″ N, 2° 42′ 16″ E / 41.6288824801033°N,2.70440757128487°E                                      |                                            |                                    | Modifica les dades a Wikidata |
|        | Cal Julià Vell                    | Santa Susanna | masia        |                                          | 41° 37′ 51″ N, 2° 42′ 03″ E / 41.6308454736947°N,2.70070088932275°E                                      |                                            |                                    | Modifica les dades a Wikidata |
|        | Cal Messeguer                     | Santa Susanna | masia        |                                          | 41° 37′ 54″ N, 2° 42′ 17″ E / 41.6315945208286°N,2.70474334752911°E                                      |                                            |                                    | Modifica les dades a Wikidata |
|        | Cal Mestroi                       | Santa Susanna | masia        |                                          | 41° 39′ 03″ N, 2° 41′ 44″ E / 41.6507562386524°N,2.69567293802328°E                                      |                                            |                                    | Modifica les dades a Wikidata |
|        | Cal Ninot                         | Santa Susanna | masia        |                                          | 41° 38′ 44″ N, 2° 41′ 56″ E / 41.6456309525874°N,2.69902335935921°E ca:Camí de la riera de Santa Susanna |                                            |                                    | Modifica les dades a Wikidata |
|        | Cal Petit                         | Santa Susanna | masia        |                                          | 41° 39′ 00″ N, 2° 41′ 42″ E / 41.6498988781931°N,2.69504049065879°E                                      |                                            |                                    | Modifica les dades a Wikidata |
|        | Cal Tit                           | Santa Susanna | masia        |                                          | 41° 38′ 07″ N, 2° 42′ 12″ E / 41.6353646102447°N,2.70321333516549°E                                      |                                            |                                    | Modifica les dades a Wikidata |
|        | Can Basteller                     | Santa Susanna | masia        |                                          | 41° 38′ 28″ N, 2° 42′ 16″ E / 41.6409790758701°N,2.70436430546531°E                                      |                                            |                                    | Modifica les dades a Wikidata |
|        | Can Bert                          | Santa Susanna | masia        |                                          | 41° 38′ 45″ N, 2° 41′ 55″ E / 41.6458009862601°N,2.69860227604466°E                                      |                                            |                                    | Modifica les dades a Wikidata |
|        | Can Boia                          | Santa Susanna | masia        |                                          | 41° 37′ 52″ N, 2° 42′ 32″ E / 41.6311005940311°N,2.70885152174875°E                                      |                                            |                                    | Modifica les dades a Wikidata |
|        | Can Bonet d'Avall                 | Santa Susanna | masia        | Estil: arquitectura popular              | 41° 38′ 18″ N, 2° 42′ 33″ E / 41.63846°N,2.709165°E 18 msnm                                              | bé integrant del patrimoni cultural català |                                    | Modifica les dades a Wikidata |
|        | Can Bord                          | Santa Susanna | masia        |                                          | 41° 39′ 17″ N, 2° 41′ 59″ E / 41.654846054019°N,2.6998327626233°E                                        |                                            |                                    | Modifica les dades a Wikidata |
|        | Can Burjons Vell                  | Santa Susanna | masia        |                                          | 41° 38′ 58″ N, 2° 41′ 34″ E / 41.6493433053908°N,2.69273738282019°E ca:El Veïnat                         |                                            |                                    | Modifica les dades a Wikidata |
|        | Can Cadernera                     | Santa Susanna | masia        |                                          | 41° 37′ 51″ N, 2° 42′ 23″ E / 41.6308693093947°N,2.70645144796479°E                                      |                                            |                                    | Modifica les dades a Wikidata |
|        | Can Campolier                     | Santa Susanna | masia        |                                          | 41° 37′ 56″ N, 2° 42′ 33″ E / 41.632227093282°N,2.70908656929777°E                                       |                                            |                                    | Modifica les dades a Wikidata |
|        | Can Careto                        | Santa Susanna | masia        |                                          | 41° 38′ 08″ N, 2° 42′ 52″ E / 41.6356813926407°N,2.71448595298924°E                                      |                                            |                                    | Modifica les dades a Wikidata |
|        | Can Cassussa                      | Santa Susanna | masia        |                                          | 41° 39′ 09″ N, 2° 41′ 02″ E / 41.652633°N,2.683996°E ca:Camí de Sant Pere de Riu 118 msnm                |                                            |                                    | Modifica les dades a Wikidata |
|        | Can Cassussa                      | Santa Susanna | masia        |                                          | 41° 39′ 31″ N, 2° 40′ 47″ E / 41.6587202941758°N,2.67972121558923°E                                      |                                            |                                    | Modifica les dades a Wikidata |
|        | Can Cateura                       | Santa Susanna | masia        |                                          | 41° 38′ 00″ N, 2° 42′ 58″ E / 41.6333709001579°N,2.71624903060473°E ca:Pla de la Torre                   |                                            |                                    | Modifica les dades a Wikidata |
|        | Can Ciset Boia                    | Santa Susanna | masia        |                                          | 41° 37′ 44″ N, 2° 42′ 10″ E / 41.6288514040717°N,2.70283503237567°E                                      |                                            |                                    | Modifica les dades a Wikidata |
|        | Can Clavell                       | Santa Susanna | masia        |                                          | 41° 39′ 26″ N, 2° 41′ 18″ E / 41.657284°N,2.688266°E ca:Camí d'Hortsavinyà 63 msnm                       | bé integrant del patrimoni cultural català |                                    | Modifica les dades a Wikidata |
|        | Can Ganso                         | Santa Susanna | masia        |                                          | 41° 38′ 14″ N, 2° 42′ 53″ E / 41.637203895387°N,2.71459930105898°E                                       |                                            |                                    | Modifica les dades a Wikidata |
|        | Can Gelat                         | Santa Susanna | masia        | Estil: arquitectura neoclàssica          | 41° 38′ 31″ N, 2° 43′ 08″ E / 41.641816°N,2.71884°E ca:Carrer dels Alps, s/n 30 msnm                     | bé cultural d'interès local                |                                    | Modifica les dades a Wikidata |
|        | Can Girons                        | Santa Susanna | masia        | 19th century                             | 41° 38′ 03″ N, 2° 43′ 04″ E / 41.6341221574598°N,2.71773450177154°E ca:Pla de la Torre                   |                                            |                                    | Modifica les dades a Wikidata |
|        | Can Gralla                        | Santa Susanna | masia        |                                          | 41° 38′ 43″ N, 2° 41′ 56″ E / 41.6454147192781°N,2.69900034913478°E ca:Camí de la riera de Santa Susanna |                                            |                                    | Modifica les dades a Wikidata |
|        | Can Jeroni                        | Santa Susanna | masia        |                                          | 41° 39′ 32″ N, 2° 40′ 44″ E / 41.6588981567909°N,2.67890360178755°E                                      |                                            |                                    | Modifica les dades a Wikidata |
|        | Can Julià Nou                     | Santa Susanna | masia        |                                          | 41° 37′ 55″ N, 2° 42′ 02″ E / 41.6319623258811°N,2.70068371737466°E                                      |                                            |                                    | Modifica les dades a Wikidata |
|        | Can Mestres                       | Santa Susanna | masia        |                                          | 41° 39′ 18″ N, 2° 41′ 19″ E / 41.6548894603429°N,2.6885435451794°E ca:Can Mestres s/n                    |                                            |                                    | Modifica les dades a Wikidata |
|        | Can Mílio                         | Santa Susanna | masia        |                                          | 41° 37′ 46″ N, 2° 42′ 38″ E / 41.6293306145404°N,2.71061225750726°E                                      |                                            |                                    | Modifica les dades a Wikidata |
|        | Can Nogueres                      | Santa Susanna | masia        |                                          | 41° 38′ 05″ N, 2° 42′ 50″ E / 41.6347339422598°N,2.71380577566133°E                                      |                                            |                                    | Modifica les dades a Wikidata |
|        | Can Noi de Can Vidal              | Santa Susanna | masia        |                                          | 41° 38′ 05″ N, 2° 42′ 58″ E / 41.6348389738847°N,2.71620657301813°E                                      |                                            |                                    | Modifica les dades a Wikidata |
|        | Can Palomeres d'Avall             | Santa Susanna | masia        |                                          | 41° 38′ 21″ N, 2° 42′ 14″ E / 41.639248°N,2.703782°E 18 msnm                                             | bé cultural d'interès local                |                                    | Modifica les dades a Wikidata |
|        | Can Parera                        | Santa Susanna | masia        |                                          | 41° 38′ 15″ N, 2° 42′ 34″ E / 41.6375604353094°N,2.70950683870243°E                                      |                                            |                                    | Modifica les dades a Wikidata |
|        | Can Pastanaga                     | Santa Susanna | masia        |                                          | 41° 39′ 13″ N, 2° 41′ 26″ E / 41.6534807335113°N,2.69054395292769°E ca:Camí de la riera de Santa Susanna |                                            |                                    | Modifica les dades a Wikidata |
|        | Can Pep Bufí                      | Santa Susanna | masia        | 19th century                             | 41° 39′ 07″ N, 2° 40′ 46″ E / 41.6520362121019°N,2.6794540896767°E ca:Camí de Sant Pere de Riu           |                                            |                                    | Modifica les dades a Wikidata |
|        | Can Peressó                       | Santa Susanna | masia        |                                          | 41° 39′ 38″ N, 2° 41′ 20″ E / 41.6605016476372°N,2.68880477036269°E                                      |                                            |                                    | Modifica les dades a Wikidata |
|        | Can Piscolet                      | Santa Susanna | masia        |                                          | 41° 38′ 09″ N, 2° 43′ 00″ E / 41.6358488980109°N,2.71665838977123°E                                      |                                            |                                    | Modifica les dades a Wikidata |
|        | Can Piteu                         | Santa Susanna | masia        |                                          | 41° 39′ 32″ N, 2° 40′ 45″ E / 41.6589623127758°N,2.67929963900106°E                                      |                                            |                                    | Modifica les dades a Wikidata |
|        | Can Pol                           | Santa Susanna | masia        |                                          | 41° 38′ 04″ N, 2° 42′ 47″ E / 41.6345338698026°N,2.71303826050115°E                                      |                                            |                                    | Modifica les dades a Wikidata |
|        | Can Puig del Racó                 | Santa Susanna | masia        | Estil: arquitectura popular              | 41° 38′ 17″ N, 2° 42′ 08″ E / 41.63801°N,2.702227°E 22 msnm                                              | bé integrant del patrimoni cultural català |                                    | Modifica les dades a Wikidata |
|        | Can Ratés                         | Santa Susanna | masia        | Estil: arquitectura popular 16th century | 41° 38′ 25″ N, 2° 42′ 30″ E / 41.640358°N,2.70834°E ca:Carrer Montseny 22 msnm                           | bé cultural d'interès local                | Can Ratés                          | Modifica les dades a Wikidata |
|        | Can Ros                           | Santa Susanna | masia        |                                          | 41° 39′ 36″ N, 2° 41′ 23″ E / 41.65987349083°N,2.68967258331062°E                                        |                                            |                                    | Modifica les dades a Wikidata |
|        | Can Rosic                         | Santa Susanna | masia        |                                          | 41° 38′ 50″ N, 2° 41′ 44″ E / 41.6471890165233°N,2.69553361395718°E 35 msnm                              |                                            |                                    | Modifica les dades a Wikidata |
|        | Can Salada                        | Santa Susanna | masia        |                                          | 41° 39′ 17″ N, 2° 42′ 31″ E / 41.6547888445837°N,2.70856471986034°E                                      |                                            |                                    | Modifica les dades a Wikidata |
|        | Can Salvi                         | Santa Susanna | masia        | Estat: ruïnós                            | 41° 38′ 16″ N, 2° 42′ 34″ E / 41.637807°N,2.709421°E 10 msnm                                             |                                            |                                    | Modifica les dades a Wikidata |
|        | Can Toni Cases                    | Santa Susanna | masia        |                                          | 41° 39′ 30″ N, 2° 40′ 52″ E / 41.6583637519759°N,2.68106817756357°E                                      |                                            |                                    | Modifica les dades a Wikidata |
|        | Can Torrent del Mas               | Santa Susanna | masia        | Estil: arquitectura popular              | 41° 38′ 19″ N, 2° 42′ 44″ E / 41.63872°N,2.712357°E ca:Urbanització Can Torrent - Carrer Lleó 53 msnm    | bé cultural d'interès local                |                                    | Modifica les dades a Wikidata |
|        | Can Vidal                         | Santa Susanna | masia        |                                          | 41° 38′ 40″ N, 2° 41′ 51″ E / 41.6445554519313°N,2.69763542354854°E ca:Camí de la riera de Santa Susanna |                                            |                                    | Modifica les dades a Wikidata |
|        | Can Xic                           | Santa Susanna | masia        |                                          | 41° 38′ 44″ N, 2° 41′ 59″ E / 41.6455696930259°N,2.69970811754469°E                                      |                                            |                                    | Modifica les dades a Wikidata |
|        | Conjunt de Mas Parera i Can Salvi | Santa Susanna | masia        | Estil: arquitectura popular              | 41° 38′ 16″ N, 2° 42′ 33″ E / 41.637685°N,2.709252°E                                                     | bé cultural d'interès local                | Mas Parera i Can Salvi             | Modifica les dades a Wikidata |
|        | Mas Vilajoan                      | Santa Susanna | masia        |                                          | 41° 39′ 11″ N, 2° 41′ 54″ E / 41.653105046678°N,2.69830401639734°E                                       |                                            |                                    | Modifica les dades a Wikidata |
|        | Mas Vivó                          | Santa Susanna | masia        |                                          | 41° 38′ 46″ N, 2° 41′ 52″ E / 41.64604°N,2.69782°E 24 msnm                                               |                                            |                                    | Modifica les dades a Wikidata |
|        | Mas Vivó Vell                     | Santa Susanna | masia        |                                          | 41° 39′ 23″ N, 2° 40′ 58″ E / 41.6564773517338°N,2.68291506359613°E                                      |                                            |                                    | Modifica les dades a Wikidata |
|        | Mas d'en Calça                    | Santa Susanna | masia        | 18th century                             | 41° 39′ 05″ N, 2° 41′ 31″ E / 41.6514940709738°N,2.69200659852535°E ca:El Veïnat                         |                                            |                                    | Modifica les dades a Wikidata |
|        | Mas de Baix                       | Santa Susanna | masia        | Estil: arquitectura popular              | 41° 38′ 30″ N, 2° 42′ 22″ E / 41.641533°N,2.706233°E                                                     | bé integrant del patrimoni cultural català |                                    | Modifica les dades a Wikidata |
|        | Masia de Can Batlle               | Santa Susanna | masia        | Estil: arquitectura popular              | 41° 38′ 12″ N, 2° 42′ 09″ E / 41.636794°N,2.70246°E                                                      | bé integrant del patrimoni cultural català |                                    | Modifica les dades a Wikidata |
|        | Masia de Can Casas                | Santa Susanna | masia        | Estil: arquitectura popular              | 41° 39′ 05″ N, 2° 41′ 18″ E / 41.65142°N,2.68827°E                                                       | bé integrant del patrimoni cultural català |                                    | Modifica les dades a Wikidata |
|        | Masia de Can Creus                | Santa Susanna | masia        | Estil: arquitectura popular              | 41° 38′ 42″ N, 2° 42′ 03″ E / 41.645032°N,2.700885°E                                                     | bé integrant del patrimoni cultural català |                                    | Modifica les dades a Wikidata |
|        | Masia de Can Font                 | Santa Susanna | masia        | Estil: arquitectura popular              | 41° 38′ 37″ N, 2° 42′ 12″ E / 41.643651°N,2.703245°E                                                     | bé integrant del patrimoni cultural català |                                    | Modifica les dades a Wikidata |
|        | Masia de Can Jordà                | Santa Susanna | masia        | Estil: arquitectura popular              | 41° 39′ 26″ N, 2° 41′ 08″ E / 41.657214°N,2.685588°E                                                     | bé cultural d'interès local                | Masia de Can Jordà (Santa Susanna) | Modifica les dades a Wikidata |
|        | Masia de Dalt                     | Santa Susanna | masia        | Estil: arquitectura popular              | 41° 38′ 31″ N, 2° 42′ 22″ E / 41.64201°N,2.706099°E                                                      | bé integrant del patrimoni cultural català |                                    | Modifica les dades a Wikidata |
|        | Ranxo Mestres                     | Santa Susanna | masia        | Estil: arquitectura popular              | 41° 39′ 17″ N, 2° 41′ 18″ E / 41.654798°N,2.68835°E                                                      | bé integrant del patrimoni cultural català |                                    | Modifica les dades a Wikidata |
|        | Torre Martorell                   | Santa Susanna | masia        |                                          | 41° 38′ 14″ N, 2° 42′ 30″ E / 41.6370984276153°N,2.7084643279449°E                                       |                                            |                                    | Modifica les dades a Wikidata |
|        | Torre de Can Bonet d'Avall        | Santa Susanna | masia        | Estil: arquitectura popular              | 41° 38′ 18″ N, 2° 42′ 34″ E / 41.638444°N,2.709583°E ca:Carrer Canigó                                    | bé cultural d'interès nacional             | Torre de Can Bonet d'Avall         | Modifica les dades a Wikidata |
|        | el Veïnat                         | Santa Susanna | masia        | Estil: arquitectura popular              | 41° 38′ 59″ N, 2° 41′ 44″ E / 41.649693°N,2.695676°E                                                     | bé integrant del patrimoni cultural català |                                    | Modifica les dades a Wikidata |
|        | la Gleva                          | Santa Susanna | masia        |                                          | 41° 39′ 14″ N, 2° 42′ 00″ E / 41.6539292492401°N,2.700041598994°E                                        |                                            |                                    | Modifica les dades a Wikidata |
|        | la Pedra                          | Santa Susanna | masia        |                                          | 41° 38′ 02″ N, 2° 42′ 37″ E / 41.6337521789121°N,2.71022029224119°E                                      |                                            |                                    | Modifica les dades a Wikidata |
|        | la Puder                          | Santa Susanna | masia        |                                          | 41° 38′ 01″ N, 2° 43′ 15″ E / 41.6335172655763°N,2.72084671160921°E                                      |                                            |                                    | Modifica les dades a Wikidata |

## muntanya
| imatge | Nom                   | Ubicat a                     | instància de | Detalls | coordenades                                                         | Protecció | Commons (més fotos) | Dades a WD                    |
| ------ | --------------------- | ---------------------------- | ------------ | ------- | ------------------------------------------------------------------- | --------- | ------------------- | ----------------------------- |
|        | Montagut              | Santa Susanna Malgrat de Mar | muntanya     |         | 41° 39′ 02″ N, 2° 42′ 54″ E / 41.65043722°N,2.71495278°E 218 msnm   |           | Montagut (Maresme)  | Modifica les dades a Wikidata |
|        | Roca de Guilla        | Tordera Santa Susanna        | muntanya     |         | 41° 39′ 53″ N, 2° 40′ 02″ E / 41.6648°N,2.66716°E 283.5 msnm        |           |                     | Modifica les dades a Wikidata |
|        | Turó Gros de Miralles | Tordera Santa Susanna        | muntanya     |         | 41° 40′ 20″ N, 2° 41′ 29″ E / 41.6723°N,2.6913°E 343.3 msnm         |           |                     | Modifica les dades a Wikidata |
|        | Turó de Can Jordà     | Santa Susanna                | muntanya     |         | 41° 39′ 41″ N, 2° 40′ 57″ E / 41.6613°N,2.68261°E 208.1 msnm        |           |                     | Modifica les dades a Wikidata |
|        | Turó de la Guàrdia    | Pineda de Mar Santa Susanna  | muntanya     |         | 41° 38′ 42″ N, 2° 41′ 09″ E / 41.64500833°N,2.68575472°E 240.4 msnm |           |                     | Modifica les dades a Wikidata |

## nucli de població
| imatge | Nom         | Ubicat a      | instància de      | Detalls | coordenades                                                       | Protecció | Commons (més fotos) | Dades a WD                    |
| ------ | ----------- | ------------- | ----------------- | ------- | ----------------------------------------------------------------- | --------- | ------------------- | ----------------------------- |
|        | Can Gelat   | Santa Susanna | nucli de població |         | 41° 38′ 32″ N, 2° 43′ 04″ E / 41.64228185347°N,2.7179024415553°E  |           |                     | Modifica les dades a Wikidata |
|        | Can Torrent | Santa Susanna | nucli de població |         | 41° 38′ 32″ N, 2° 42′ 26″ E / 41.642254824223°N,2.7070957461464°E |           |                     | Modifica les dades a Wikidata |
|        | la Vall     | Santa Susanna | nucli de població |         | 41° 38′ 44″ N, 2° 42′ 29″ E / 41.645666666667°N,2.7080277777778°E |           |                     | Modifica les dades a Wikidata |

## platja
| imatge | Nom                   | Ubicat a      | instància de | Detalls                 | coordenades                                                                              | Protecció | Commons (més fotos)                 | Dades a WD                    |
| ------ | --------------------- | ------------- | ------------ | ----------------------- | ---------------------------------------------------------------------------------------- | --------- | ----------------------------------- | ----------------------------- |
|        | platja de Llevant     | Santa Susanna | platja       | Llarg: 815m Ample: 30m  | 41° 37′ 58″ N, 2° 43′ 25″ E / 41.632799999763°N,2.7237000002368°E                        |           | Platja de Llevant (Santa Susanna)   | Modifica les dades a Wikidata |
|        | platja de les Caletes | Santa Susanna | platja       | Llarg: 445m Ample: 20m  | 41° 37′ 44″ N, 2° 42′ 58″ E / 41.628800000029°N,2.7160999996083°E                        |           | Platja de les Caletes               | Modifica les dades a Wikidata |
|        | platja de les Dunes   | Santa Susanna | platja       | Llarg: 1200m Ample: 50m | 41° 37′ 36″ N, 2° 42′ 23″ E / 41.62673009436443°N,2.706339531594922°E ca:Passeig Marítim |           | Platja de les Dunes (Santa Susanna) | Modifica les dades a Wikidata |

## serra
| imatge | Nom               | Ubicat a                | instància de | Detalls    | coordenades                                                       | Protecció | Commons (més fotos) | Dades a WD                    |
| ------ | ----------------- | ----------------------- | ------------ | ---------- | ----------------------------------------------------------------- | --------- | ------------------- | ----------------------------- |
|        | serra de Cal Curt | Santa Susanna           | serra        |            | 41° 39′ 37″ N, 2° 41′ 43″ E / 41.6602°N,2.69537°E 227.5 msnm      |           |                     | Modifica les dades a Wikidata |
|        | serra de Miralles | Palafolls Santa Susanna | serra        | Llarg: 3km | 41° 39′ 38″ N, 2° 42′ 06″ E / 41.66056389°N,2.70167583°E 341 msnm |           |                     | Modifica les dades a Wikidata |

## torre de defensa
| imatge | Nom                         | Ubicat a      | instància de     | Detalls                                  | coordenades                                                              | Protecció                                            | Commons (més fotos)           | Dades a WD                    |
| ------ | --------------------------- | ------------- | ---------------- | ---------------------------------------- | ------------------------------------------------------------------------ | ---------------------------------------------------- | ----------------------------- | ----------------------------- |
|        | La Torre de Can Pi          | Santa Susanna | torre de defensa | Estil: arquitectura popular              | 41° 38′ 14″ N, 2° 42′ 21″ E / 41.637139°N,2.705917°E                     | bé cultural d'interès nacional                       | Torre de Can Pi               | Modifica les dades a Wikidata |
|        | La Torre del Xirau          | Santa Susanna | torre de defensa | Estil: arquitectura popular              | 41° 38′ 21″ N, 2° 42′ 56″ E / 41.639278°N,2.715583°E                     | bé d'interès cultural bé cultural d'interès nacional | Torre de Xirau                | Modifica les dades a Wikidata |
|        | Torre de Can Ratés          | Santa Susanna | torre de defensa | Estil: arquitectura popular 16th century | 41° 38′ 25″ N, 2° 42′ 30″ E / 41.640278°N,2.708333°E 22 msnm             | bé cultural d'interès nacional                       | Torre de Can Ratés            | Modifica les dades a Wikidata |
|        | Torre de Can Torrent de Mar | Santa Susanna | torre de defensa | Estil: arquitectura popular 16th century | 41° 37′ 48″ N, 2° 42′ 57″ E / 41.63°N,2.715833°E ca:Passeig Marítim, s/n | bé d'interès cultural bé cultural d'interès nacional | Torre del Mar (Santa Susanna) | Modifica les dades a Wikidata |

## Misc
| imatge | Nom                                | Ubicat a                     | instància de               | Detalls                                  | coordenades                                                                                   | Protecció                   | Commons (més fotos)               | Dades a WD                    |
| ------ | ---------------------------------- | ---------------------------- | -------------------------- | ---------------------------------------- | --------------------------------------------------------------------------------------------- | --------------------------- | --------------------------------- | ----------------------------- |
|        | Búnquer antiaeri                   | Santa Susanna                | búnquer                    | Estil: arquitectura popular              | 41° 37′ 37″ N, 2° 42′ 25″ E / 41.626997°N,2.706959°E ca:Platja de les Dunes 2 msnm            | bé cultural d'interès local | Búnquer de Santa Susanna          | Modifica les dades a Wikidata |
|        | Canalització d'en Ratés            | Santa Susanna                | edifici                    | Estil: arquitectura popular 19th century | 41° 38′ 30″ N, 2° 42′ 15″ E / 41.641581°N,2.704083°E ca:Sot d'en Pomero                       | bé cultural d'interès local | Canalització d'en Ratés           | Modifica les dades a Wikidata |
|        | Estació de Santa Susanna           | Santa Susanna                | estació de ferrocarril     |                                          | 41° 37′ 49″ N, 2° 42′ 59″ E / 41.630147222222°N,2.7163083333333°E                             |                             | Santa Susanna train station       | Modifica les dades a Wikidata |
|        | Molí d'en Jordà                    | Santa Susanna                | molí d'aigua               | Estil: arquitectura popular              | 41° 39′ 26″ N, 2° 40′ 57″ E / 41.657277°N,2.682633°E ca:Curs alt de la riera de Santa Susanna | bé cultural d'interès local | Molí d'en Jordà                   | Modifica les dades a Wikidata |
|        | Montagut Dos                       | Santa Susanna                | vèrtex geodèsic            | Alt: 1.2m                                | 41° 39′ 01″ N, 2° 42′ 53″ E / 41.650266°N,2.714801°E 217.641 msnm                             |                             |                                   | Modifica les dades a Wikidata |
|        | Punta de Santa Susanna             | Santa Susanna                | cap                        |                                          | 41° 37′ 39″ N, 2° 42′ 32″ E / 41.6275°N,2.70882°E                                             |                             |                                   | Modifica les dades a Wikidata |
|        | Torre de Montagut                  | Santa Susanna Malgrat de Mar | torre de telegrafia òptica | Estil: arquitectura popular 19th century | 41° 38′ 42″ N, 2° 43′ 01″ E / 41.645°N,2.7169444444444446°E ca:Turó de Montagut               | bé cultural d'interès local | Torre de Montagut (Santa Susanna) | Modifica les dades a Wikidata |
|        | casa consistorial de Santa Susanna | Santa Susanna                | casa consistorial          |                                          | 41° 38′ 07″ N, 2° 42′ 27″ E / 41.6352711°N,2.7075635°E 9 msnm                                 |                             | Casa de la Vila de Santa Susanna  | Modifica les dades a Wikidata |
|        | font del Boter                     | Santa Susanna                | font                       |                                          | 41° 38′ 16″ N, 2° 42′ 04″ E / 41.637735856857°N,2.7011128432484°E                             |                             |                                   | Modifica les dades a Wikidata |